# Problemes de Hilbert

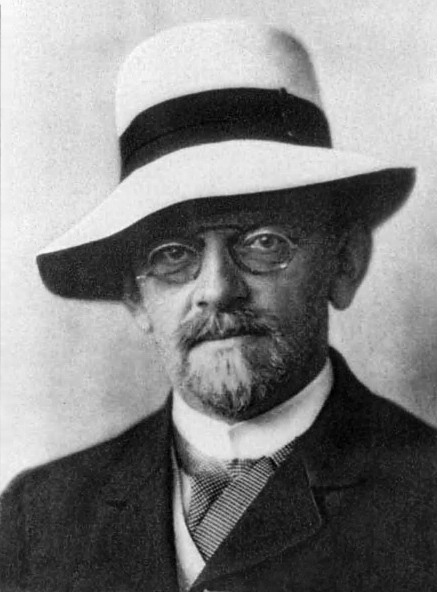
El matemàtic alemany David Hilbert.

Els problemes de Hilbert són un conjunt de 23 problemes matemàtics, originalment sense resoldre, que el matemàtic alemany David Hilbert presentà al Segon Congrés Internacional de Matemàtics, celebrat a París l'agost de 1900. Alguns dels problemes presentats són específics, com la hipòtesi de Riemann, mentre que d'altres són molt més genèrics i vagues i es poden considerar més línies d'investigació que veritables problemes. L'objectiu de Hilbert era oferir unes línies de treball per a la recerca en matemàtiques, destacant els camps i els problemes més importants. La conferència tingué un ressò extraordinari i les línies establertes per Hilbert han guiat la matemàtica durant bona part del segle xx.

## Naturalesa i influència dels problemes
Els problemes de Hilbert són molt diversos pel que fa a la temàtica i a la precisió en llur definició. Alguns d'ells, com és el cas del tercer, que va ser el primer a ser resolt, o el vuitè problema (la hipòtesi de Riemann), que segueix avui dia sense resoldre, es van enunciar amb prou precisió per permetre'ls una resposta afirmativa o negativa. Quant a altres problemes, com el cinquè, els experts n'han acordat una única interpretació i se n'ha donat una solució a la interpretació acceptada, malgrat que hi ha encara problemes sense resoldre que hi estan estretament relacionats. Algunes de les afirmacions de Hilbert no eren prou precises per especificar un problema en particular, però eren prou suggerents per ser aplicats a certs problemes de naturalesa més contemporània; per exemple, la majoria dels teòrics de nombres entenen que el novè problema fa referència a la conjecturada correspondència de Langlands sobre les representacions del grup de Galois absolut d'un cos de nombres. Malgrat tot, altres problemes, com l'onzè o el setzè, estan relacionats amb el que ara són subdisciplines matemàtiques en alça, com les teories de les formes quadràtiques i les corbes reals algebraiques.
Hi ha, a més, dos problemes que no només no s'han resolt sinó que a més pot ser que no siguin resolubles segons els estàndards moderns. El sisè problema té a veure amb l'axiomatització de la física, un objectiu que els desenvolupaments del segle XX han demostrat més remot i menys important del que era en l'època de Hilbert. A més, el quart problema té a veure amb els fonaments de la geometria, d'una forma que actualment es considera massa vaga perquè hi hagi una resposta definitiva.
Els altres 21 problemes han rebut una atenció significativa, i fins i tot a finals del segle XX se seguia considerant molt important treballar en la resolució d'aquestes problemes. Paul Cohen va rebre la Medalla Fields l'any 1966 pel seu treball en el primer problema, i la solució negativa del desè problema l'any 1970 de Iuri Matiyasevitx (completant l'obra de Julia Robinson, Hilary Putnam i Martin Davis) va tenir un impacte similar. Aspectes d'aquests problemes segueixen sent de gran interès avui en dia.

## Els 23 problemes de Hilbert
Els vint-i-tres problemes de Hilbert són els següents:
| Problema     | Breu enunciat | Situació | Any                                    |
| ------------ | --- | --- | -------------------------------------- |
| Primer       | Demostrar la Hipòtesi del Continu (CH), és a dir, que no existeix cap conjunt de cardinalitat estrictament compresa entre el cardinal dels enters i el dels reals.                                                                                               | Resolt. 1) Kurt Gödel demostrà que si ZFC és consistent (cosa que no es pot demostrar), aleshores ZFC + CH també és consistent. 2) Paul Cohen va demostrar que si ZFC és consistent, aleshores ZFC + ¬CH també és consistent. Amb això va quedar demostrat que no es pot demostrar la Hipòtesi del Continu.                                                                   | 1) 1940 2) 1963                        |
| Segon        | Demostrar la consistència dels axiomes de l'aritmètica. | No hi ha consens sobre si els resultats de Gödel i Gentzen donen una solució definitiva al problema tal com el va plantejar Hilbert. El Teorema d'incompletesa de Gödel demostra que no es pot construir una prova de consistència dins de la pròpia aritmètica. Gentzen va demostrar que la consistència de l'aritmètica se segueix de la bona fonamentació de l'ordinal ε0. | 1930 - Gödel 1936 - Gentzen            |
| Tercer       | Donats qualsevol dos políedres d'igual volum, és sempre possible descompondre el primer en un nombre finit de políedres amb els quals es pugui reacoblar el segon?                                                                                               | Resolt amb resultat negatiu. Va ser el primer dels problemes en ser resolt, per Max Dehn i la teoria dels invariants | 1900                                   |
| Quart        | Es poden construir mètriques, les línies de les quals siguin geodèsiques? | L'enunciat és massa vague per decidir si ha estat resolt o no. | –                                      |
| Cinquè       | Són tots els grups continus de transformacions de Lie automàticament diferenciables? | Resolt per Hidehiko Yamabe, qui va establir les condicions de diferenciabilitat. Un any abans havien estat publicats els articles de Andrew Gleason, i un altre de Deane Montgomery i Leo Zippin que alguns consideren també la solució del problema. La conjectura de Hilbert-Smith segueix oberta.                                                                          | 1953 Yamabe                            |
| Sisè         | Axiomatització total de la física: (a) Tractament axiomàtic de la probabilitat amb teoremes límit pels fonaments de la física estadística (b) La teoria rigorosa dels processos límit "que van de la visió atomística fins a les lleis del movíment del continu" | Parcialment resolt, en funció de com s'interpreti l'enunciat original. Els ítems (a) i (b) eren dos problemes específics que va donar Hilbert en una explicació posterior. Actualment s'accepten com a estàndard els axiomes de Kolmogórov (1933). Hi ha hagut certs avenços en el camí de la "visió atomísitca a les lleis del moviment del continu."                        | –                                      |
| Setè         | És a b un nombre transcendent, per a tot nombre algebraic a ≠ 0,1 i per a tot nombre irracional algebraic b ? | Resolt afirmativament. Alexander Gelfond i Theodor Schneider ho van demostrar amb el teorema de Gelfond-Schneider. | 1934                                   |
| Vuitè        | La Hipòtesi de Riemann (tots els zeros no trivials de la funció zeta tenen part real ½). | Sense resoldre | –                                      |
| Novè         | Trobar la més general llei de reciprocitat quadràtica en qualsevol cos de nombres. | Parcialment resolt. Va ser resolt per Emil Artin per a les extensions abelianes dels nombres racionals; el cas de les extensions no abelianes continua sense resoldre. | 1927 Artin                             |
| Desè         | Trobar un algorisme per a determinar quan té solucions enteres una equació diofantina polinòmica amb coeficients enters. | Resolt amb resultat negatiu. Yuri Matiyasevitx va demostrar que no existeix tal algorisme. | 1970                                   |
| Onzè         | Resoldre qualsevol forma quadràtica amb coeficients numèrics algebraics. | Parcialment resolt. El Principi Local-Global de Helmut Hasse ho permet en determinades circumstàncies | –                                      |
| Dotzè        | Estendre el Teorema de Kronecker-Weber sobre les extensions abelianes dels nombres racionals a qualsevol cos de nombres. | Parcialment resolt. | –                                      |
| Tretzè       | Resoldre l'equació general de 7è. grau amb funcions de dues variables. | Parcialment resolt. El problema va ser parcialment resolt per Vladimir Arnold, basant-se en l'obra d'Andrei Kolmogórov, en demostrar que qualsevol funció contínua de tres variables es pot expressar amb una sèrie finita d'equacions de dues variables. | 1957                                   |
| Catorzè      | L'anell d'invariants d'un grup algebraic que actua sobre un anell de polinomis és sempre finitament generat? | Resolt amb resultat negatiu. Masayoshi Nagata va construir un contraexemple. | 1959                                   |
| Quinzè       | Trobar una teoria rigorosa per al càlcul enumeratiu de Schubert. | Parcialment resolt. Es considera que el problema a quedat resolt amb el desenvolupament de la topologia algebraica per Bartel van der Waerden i pels Fonaments de la Geometria Algebraica d'André Weil. | 1930 v.der Waerden 1946 Weil           |
| Setzè        | a) Descriure les posicions relatives de les branques de les corbes algebraiques d'ordre n. b) Cicles límit dels camps vectorials polinomials. | Sense resoldre. | –                                      |
| Disetè       | Expressar qualsevol funció racional no negativa com un quocient de sumes de quadrats. | Resolt afirmativament. Emil Artin ho va demostrar. | 1927                                   |
| Divuitè      | a) Quants tipus de poliedres existeixen que poden omplir totalment l'espai? b) Quina és la disposició més densa de les esferes en l'espai? | a) Resolt afirmativament. Ludwig Bieberbach va demostrar que existeixen 17 formes en 2D i 219 en 3D. Karl Reinhardt, el 1928, va descobrir la tessel·lació anisohèdrica en tres dimensions. b) Considerat resolt per demostració assistida per ordinador de Thomas Callister Hales; la màxima densitat obtinguda va ser del 74% aprox.                                        | 1928 Bieberbach / Reinhardt 1998 Hales |
| Dinovè       | Les solucions dels lagrangians, són sempre analítiques? | Resolt afirmativament. Va ser demostrat simultània i independentment per Ennio de Giorgi i John Forbes Nash. | 1957                                   |
| Vintè        | Tenen solució tots els problemes de càlcul de variacions amb certes condicions de frontera? | Resolt afirmativament. Va ser demostrat per Serguei Bernstein | 1913                                   |
| Vint-i-unè   | Demostrar l'existència d'equacions diferencials lineals amb un determinat grup de monodromia. | Resolt afirmativa o negativament segons altres condicions. Diferents autors (Josip Plemelj, George Birkhoff, Andrei Bolibrukh) van mantenir una controvèrsia amb diferents demostracions i refutacions, fins a arribar a la solució final. |                                        |
| Vint-i-dosè  | Uniformar les relacions analítiques per mitjà de funcions automorfes. | Resolt afirmativament. Demostrat simultània i independentment per Henri Poincaré i Paul Koebe. | 1907                                   |
| Vint-i-tresè | Estendre el desenvolupament dels mètodes de càlcul de variacions. | Més que un problema és un programa de recerca, al que la comunitat matemàtica va donar resposta. | –                                      |